# Conférence de Troppau
Le congrès de Troppau est une conférence internationale au niveau des ambassadeurs réunie à Troppau, en royaume de Bohême en 1820. Elle avait pour but de faire face aux mouvements révolutionnaires européens.
Du 20 octobre au 30 décembre 1820, l'Autriche, la Prusse et la Russie, réunies à Troppau, décidèrent de répondre « aux nouvelles calamités qui menacent l'Europe, soit par la médiation soit par la force » : les souverains devaient alors faire face à des soulèvements en Espagne, au Portugal et, en Italie, dans les États pontificaux, dans le royaume de Sardaigne et surtout dans le royaume des Deux-Siciles. L'Autriche, qui marqua son intention d'intervenir militairement en Italie, fut approuvée par les autres participants.
La conférence fut ajournée, mais les débats reprirent à Laybach, en Carniole, en janvier 1821.